# Wojciech Bieliński
Wojciech Bieliński herbu Junosza (zm. przed 1664 rokiem) – starosta mławski. 
Żonaty z Elżbietą z Błędowskich z Błędowa herbu Półkozic, córką Baltazara i Elżbiety z Morsztynów  herbu Leliwa, miał z nią syna Franciszka Jana. 